# Agassiz (cratère)
Pour les articles homonymes, voir Agassiz.
Le cratère Agassiz est un cratère d'impact de 108,77 km de diamètre situé sur Mars dans le quadrangle de Mare Australe. Il a été nommé en référence au scientifique américano-suisse Louis Agassiz.